# Adam Bajerski
Adam Bajerski (ur. 27 maja 1966 w Cieszynie) – polski operator filmowy.

## Życiorys
Absolwent VI Liceum Ogólnokształcącego im. Tadeusza Reytana w Warszawie (1985). Działał w 1 Warszawskiej Drużynie Harcerskiej im. Romualda Traugutta „Czarna Jedynka”. Ukończył studia na Wydziale Operatorskim PWSFTViT w Łodzi (w 1992).
Brał udział w realizacji seriali telewizyjnych (Ojciec Mateusz, Strażacy, Na krawędzi 2), filmów dokumentalnych i wielu innych form audiowizualnych. Filmowy debiut fabularny to Zmruż oczy, za który otrzymał (wspólnie z Pawłem Śmietanką) nagrodę za zdjęcia na 28. Festiwalu Polskich Filmów Fabularnych w Gdyni i nagrodę specjalną na festiwalu Camerimage 2003. W 2007 otrzymał na 32. Festiwalu Polskich Filmów Fabularnych w Gdyni nagrodę za zdjęcia do filmu Sztuczki. Członek Polskiej Akademii Filmowej, Stowarzyszenia Autorów Zdjęć Filmowych (PSC) i Stowarzyszenia Filmowców Polskich.
Jest żonaty, ma troje dzieci.

## Filmografia
- Pogłos, film fabularny, 1991, reż. Andrzej Jakimowski
- Pokój Anny, film fabularny, 1994, reż. Eva Gaulis
- Miasto Cieni, film dokumentalny, 1995, reż. Andrzej Jakimowski
- Lwy Westerplatte, film dokumentalny, 1997, reż. Krzysztof Pulkowski
- Wilcza 32, film dokumentalny, 1998, reż. Andrzej Jakimowski
- Jak najmniej światła, film dokumentalny, 1999, reż. Grzegorz Królikiewicz
- Przybysze, film dokumentalny, 2000, reż. Magdalena Piekorz
- Zmruż oczy, film fabularny, 2002, reż. Andrzej Jakimowski
- Spam, film fabularny, 2004, reż. Radosław Hendel
- Karol. Człowiek, który został papieżem, film fabularny, 2005, reż. Giacomo Battiato – jako operator kamery
- Solidarność, Solidarność..., film fabularny, 2005, reż. Andrzej Jakimowski
- Sztuczki, film fabularny, 2007, reż. Andrzej Jakimowski
- Miasto z morza, film fabularny, 2008, reż. Andrzej Kotkowski
- Serce na dłoni, film fabularny, 2008, reż. Krzysztof Zanussi
- Mała matura 1947, film fabularny, 2010, reż. Janusz Majewski
- Ojciec Mateusz, serial TV, 2009–2017, reż. Andrzej Kostenko, Maciej Dutkiewicz, Wojciech Nowak
- Na krawędzi 2, serial fabularny, 2014, reż. Maciej Dutkiewicz
- Strażacy, serial fabularny, 2015–2016, reż. Łukasz Palkowski, Maciej Dejczer
- Karuzela, film fabularny, 2014, reż. Robert Wichrowski
- Excentrycy, film fabularny, 2015, reż. Janusz Majewski
- Pewnego razu w listopadzie, film fabularny, 2017, reż. Andrzej Jakimowski
- Pan T., film fabularny, 2019, reż. Marcin Krzyształowicz
- Osiecka, serial fabularny, 2020, reż. Robert Gliński i Michał Rosa
- W jak morderstwo, film fabularny, 2021, reż. Piotr Mularuk
- Mój agent, serial fabularny, 2023, reż. Julia Kolberger, Olga Chajdas
- Jedna dusza, film fabularny, 2023, reż. Łukasz Karwowski
- Figurant, film fabularny, 2023, reż. Robert Gliński
- Matylda, serial fabularny, 2023–2024, reż. Krzysztof Lang